# Dasineura psoraleae
Dasineura psoraleae är en tvåvingeart som beskrevs av Sharma 1987. Dasineura psoraleae ingår i släktet Dasineura och familjen gallmyggor. Inga underarter finns listade i Catalogue of Life.